# Ad-Dabbusijja
Ad-Dabbusijja (arab. الدبوسية) – miejscowość w Syrii, w muhafazie Hims. W 2004 roku liczyła 1532 mieszkańców.